# Maktmissbruk
Maktmissbruk är när någon använder sin position eller makt på ett sätt som är oetiskt, orättvist eller olagligt, ofta för egen vinning eller för att skada andra. Maktmissbruk kan vara kopplat till en obalans i maktförhållanden, där den som missbrukar makten har tillgång till större maktresurser jämfört med den som utsätts.
Makt är ett sociologiskt, teologiskt, organisationsteoriskt och filosofiskt begrepp som beskriver en individs eller en grupps förmåga att driva igenom sin vilja. Missbruk av makt kan förekomma var som helst där makt utövas.

## Politiskt maktmissbruk i olika länder

### Europeiska unionen
Enligt artikel 263 i fördraget om Europeiska unionens funktionssätt kan Europeiska unionens domstol pröva lagenligheten i lagstiftningsakter, bland annat sådana där maktmissbruk kan misstänkas eller har anmälts av en medlemsstat eller Europaparlamentet. Sådan talan ska väckas inom två månader räknat från den dag då lagstiftningsakten offentliggjordes i Europeiska unionens officiella tidning.

### Frankrike
Maktmissbruk är när en myndighet nyttjar sina befogenheter för ett annat ändamål än det för vilka de skapats.

#### Inom förvaltningen
Maktmissbruk föreligger om tjänsteman eller myndighet använder sina befogenheter i eget intresse.

### Sverige
Fel eller försummelse vid maktmissbruk eller vid myndighetsutövning kan leda till att myndigheten tvingas betala skadestånd. Dessutom kan den tjänsteman som utövar myndighetsutövning och som med uppsåt eller av oaktsamhet missköter sina uppgifter dömas till ansvar för tjänstefel.

#### Maktmissbruk utgör korruptionens kärna
I svensk lag finns ingen rättslig definition av begreppet korruption, men inom den kommunala sektorn har maktmissbruk tagits upp som lag- och domstolstrots. Att maktmissbruk utgör korruptionens kärna är en beskrivning Brottsförebyggande Rådet (BRÅ) gör i en rapport 2007.En av de anledningar till maktmissbruk BRÅ tar upp är bristande kunskap och dåligt omdöme hos anställda vilket inte behöver vara medvetna handlingar.

#### Riksrevisionen, riksdag och regeringen
"Statliga myndigheters skydd mot korruption" är en rapport efter Riksrevisionens granskning som myndigheten avrapporterade till Riksdagen 2013-02-20. Den dåvarande regeringen gav med anledning av riksrevisionsrapporten sitt svar till Riksdagen i en skrivelse 5 juni 2013. Regeringens förslag var dels att risk för korruption ska hanteras inom det löpande arbetet med intern styrning och kontroll i dialog med Ekonomistyrningsverket. Det sker efter att Riksrevisionen kritiserat regeringens förordning om intern styrning och kontroll 2007som otillräcklig.

#### Den offentliga debatten och statskontoret
En offentlig debatt har pågått sedan 2013 där den kriminaliserade sidan av korruption exempelvis företräds av juristen Claes Sandgren. Företrädare för en bredare definition av korruption finns exempelvis bland statsvetare samt den tidigare riksrevisorn Inga-Britt Ahlenius. Inga-Britt Ahlenius har särskilt kritiserat förekomsten av korruption i den kommunala sektorn.
Statskontoret fick 2021 ett uppdrag att undersöka  Statskontoret föreslog dock 2023 en bred definition av korruption i slutrapporten av en utredning av förekomsten av korruption inom de statliga myndigheterna.

#### Resultat
Debatten har också lett fram till att maktmissbruk belysts i den kommunala sektorn från juridisk synpunkt av Claes Sandgren, utan att därför vidga begreppet korruption. Där beskrivs exempelvis den kommunala fria anställningsrätten som ett problem och som inte kan motiveras av den kommunala självstyrelsen.